# Atherimorpha vernalis
Atherimorpha vernalis är en tvåvingeart som beskrevs av White 1914. Atherimorpha vernalis ingår i släktet Atherimorpha och familjen snäppflugor.
Artens utbredningsområde är Tasmanien. Inga underarter finns listade i Catalogue of Life.